# Le monde est tellement con
Le monde est tellement con ist ein Lied von Marc Lavoine aus dem Jahr 1987. Es wurde von Fabrice Aboulker geschrieben und produziert. Die Single erreichte Platz 20 in den französischen Charts.

## Chartplatzierungen
| ChartsChartplatzierungen | Höchstplatzierung | Wochen |
| ------------------------ | ----------------- | ------ |
| Frankreich (SNEP)        | 20 (15 Wo.)       | 15     |